# Антуан Конте
Антуан Конте (фр. Antoine Conte, нар. 29 січня 1994, Париж) — гвінейський футболіст, захисник турецького клубу «Игдир» та національної збірної Гвінеї.

## Клубна кар'єра
Народився 29 січня 1994 року в місті Париж. Вихованець футбольної школи клубу «Парі Сен-Жермен». З 2011 року почав грати за резервний склад клубу, а 1 лютого 2013 року дебютував у основному складі у матчі Ліги 1 у виїзній грі з «Тулузою» (4:0), замінивши Мамаду Сако на 76-й хвилині. Цей матч так і залишився єдиним для Конте за парижан, з якими він виграв чемпіонат Франції в сезоні 2012/13 років.
Влітку 2013 року Конте приєднався на правах оренди до «Реймса», за який дебютував 24 серпня 2013 року у виїзному матчі проти «Ліона» (1:0). На початку сезону Юбер Фурньє спочатку епізодично використовував його як правого захисника, але потім Конте втратив місце в команді та кілька місяців не потрапляв до складу. Наприкінці сезону Конте провів усі 90 хвилин останніх п'яти ігор чемпіонату на своїй звичайній позиції центрального захисника. Після закінчення терміну оренди ПСЖ та «Реймс» домовилися про постійний трансфер 20-річного гравця. Наступний сезон він розпочав як основний гравець «Реймса» та зіграв 29 матчів у чемпіонаті та ще два в кубку. У сезоні 2015/16 його статус у команді знизився, і він зіграв лише 11 матчів у чемпіонаті, а «Реймс» вилетів до Ліги 2 в кінці сезону. Тим не менш, Конте залишився у команді і у другому дивізіоні у сезоні 2016/17 він зіграв дев'ять матчів у чемпіонаті.
31 січня 2017 року Конте перейшов до ізраїльського «Бейтара» (Єрусалим) на правах оренди до кінця сезону з опцією викупу. Він дебютував за «Бейтар» 20 лютого 2017 року у виїзному матчі проти «Хапоеля» (2:1). 7 лютого 2017 року він дебютував за новий клуб проти «Іроні» (Кір'ят-Шмона) у першому матчі чвертьфіналу Кубка. 11 лютого він вперше зіграв у чемпіонаті за «Бейтар» проти «Хапоеля» (Раанана). Конте швидко став основним гравцем, тому у червні 2017 року «Бейтар» скористався опціоном викупу та заплатив «Реймсу» 500 000 євро за футболіста. Він підписав контракт на три сезони з опцією продовження ще на один сезон, ставши найоплачуванішим гравцем команди з сумою 200 000 євро. Після цього Антуан відіграв за команду з Реймса ще три з половиною сезони своєї ігрової кар'єри. 25 лютого 2021 року покинув команду, після того, як суд Франції засудив Конте до одного року позбавлення волі за звинуваченням у жорстокому нападі на підлітка, коли він був гравцем «Реймса».
Влітку 2021 року Конте перейшов до румунського клубу «КС Університатя», за який дебютував 25 липня 2021 року у виїзному матчі проти «Стяуа» (1:2). Він провів рік у клубі з Крайови, після чого повернувся до Ізраїлю, ставши гравцем клубу «Хапоель» (Тель-Авів). Він дебютував за клуб 5 вересня 2022 року у виїзному матчі проти «Маккабі» (Нетанья), який завершився перемогою з рахунком 2:0. Загалом за один сезон він провів 16 матчів чемпіонату.
Влітку 2023 року Конте перейшов до болгарського «Ботев» (Пловдив) на правах вільного агента. Він дебютував 16 вересня 2023 року у виїзному матчі проти «Лудогорця» (2:2). У новій команді провів півтора роки і став володарем Кубка Болгарії, забивши гол у фіналі, а на початку 2025 року перейшов у нижчоліговий турецький «Игдир». Станом на 14 червня 2025 року відіграв за команду з Игдира 16 матчів в національному чемпіонаті.

## Виступи за збірні
2011 року дебютував у складі юнацької збірної Франції (U-17). Згодом, з командою до 19 років став фіналістом юнацького чемпіонату Європи 2013 року у Литві. Саме Конте забив переможний гол на 105-й хвилині у півфіналі проти Іспанії, який дозволив вийти французам до фіналу. Загалом на юнацькому рівні у всіх вікових категоріях взяв участь у 21 іграх, відзначившись 2 забитими голами.
Протягом 2014—2016 років залучався до складу молодіжної збірної Франції. На молодіжному рівні зіграв у 7 офіційних матчах.
Хоч Конте і народився у Франції, він мав гвінейське походження, тому мав право на дорослому рівні представляти цю країну. 25 березня 2022 року дебютував в офіційних матчах у складі національної збірної Гвінеї в товариському матчі з Південною Африкою (0:0). У складі збірної був учасником Кубка африканських націй 2023 року у Кот-д'Івуарі.
| Дата       | Місто                | Господарі   | Результат | Гості    | Турнір                                      | Голи | Примітки  |
| ---------- | -------------------- | ----------- | --------- | -------- | ------------------------------------------- | ---- | --------- |
| 25-3-2022  | Кортрейк             | ПАР         | 0 – 0     | Гвінея   | товариський матч                            | -    |           |
| 5-6-2022   | Каїр                 | Єгипет      | 1 – 0     | Гвінея   | Відбір до Кубка африканських націй 2023     | -    | 80'       |
| 9-6-2022   | Конакрі              | Гвінея      | 1 – 0     | Малаві   | Відбір до Кубка африканських націй 2023     | -    | 77'       |
| 23-9-2022  | Оран                 | Алжир       | 1 – 0     | Гвінея   | товариський матч                            | -    | кап.      |
| 27-9-2022  | Ам'єн                | Кот-д'Івуар | 3 – 1     | Гвінея   | товариський матч                            | -    | 45'       |
| 24-3-2023  | Касабланка           | Гвінея      | 2 – 0     | Ефіопія  | Відбір до Кубка африканських націй 2023     | -    |           |
| 27-3-2023  | Рабат                | Ефіопія     | 2 – 3     | Гвінея   | Відбір до Кубка африканських націй 2023     | -    | 45' 64'   |
| 14-6-2023  | Марракеш             | Гвінея      | 1 – 2     | Єгипет   | Відбір до Кубка африканських націй 2023     | -    | 83'       |
| 17-6-2023  | Курналя-да-Льобрегат | Бразилія    | 4 – 1     | Гвінея   | товариський матч                            | -    | 66'       |
| 17-10-2023 | Лоле                 | Гвінея      | 1 – 1     | Габон    | товариський матч                            | -    |           |
| 17-11-2023 | Беркан               | Гвінея      | 2 – 1     | Уганда   | Відбір до ЧС 2026                           | -    |           |
| 8-1-2024   | Абу-Дабі             | Гвінея      | 2 – 0     | Нігерія  | товариський матч                            | -    |           |
| 15-1-2024  | Ямусукро             | Камерун     | 1 – 1     | Гвінея   | Кубок африканських націй 2023 - 1-й етап    | -    | 56'       |
| 19-1-2024  | Ямусукро             | Гвінея      | 1 – 0     | Гамбія   | Кубок африканських націй 2023 - 1-й етап    | -    | 86'       |
| 23-1-2024  | Ямусукро             | Гвінея      | 0 – 2     | Сенегал  | Кубок африканських націй 2023 - 1-й етап    | -    | 45+5' 64' |
| 2-2-2024   | Абіджан              | ДР Конго    | 3 – 1     | Гвінея   | Кубок африканських націй 2023 - чвертьфінал | -    | 90+1'     |
| 10-9-2024  | Ямусукро             | Гвінея      | 1 – 2     | Танзанія | Відбір до Кубка африканських націй 2025     | -    | 52'       |
| 12-10-2024 | Абіджан              | Гвінея      | 4 – 1     | Ефіопія  | Відбір до Кубка африканських націй 2025     | -    | 65'       |
| 15-10-2024 | Абіджан              | Ефіопія     | 0 – 3     | Гвінея   | Відбір до Кубка африканських націй 2025     | -    | 71'       |
| 19-11-2024 | Дар-ес-Салам         | Танзанія    | 1 – 0     | Гвінея   | Відбір до Кубка африканських націй 2025     | -    | 68'       |
| Усього     |                      | Матчів      | 20        |          | Голів                                       | 0    |           |

## Титули і досягнення
- Чемпіон Франції (1):

«Парі Сен-Жермен»: 2012/13
- Володар Кубка Болгарії (1):

«Ботев» (Пловдив): 2023/24